# 華為251事件
ファーウェイ251事件、または李洪元事件は2018年12月16日から翌年8月23日にかけて中国本土で発生した刑事事件。ファーウェイの元社員李洪元が退社した後、横領（後に営業秘密漏洩、恐喝罪に変更）とされ通報されたために251日間勾留された。
4月17日、李洪元の妻が李洪元と人事部長の何氏の録音を提示して恐喝ではなかったことを立証し、李洪元は証拠不十分なため不起訴になって釈放されることになった。2019年11月末に、事件の詳細がインターネットに公開され、広範な議論が促された。

## 事件の経緯

### 労働争議

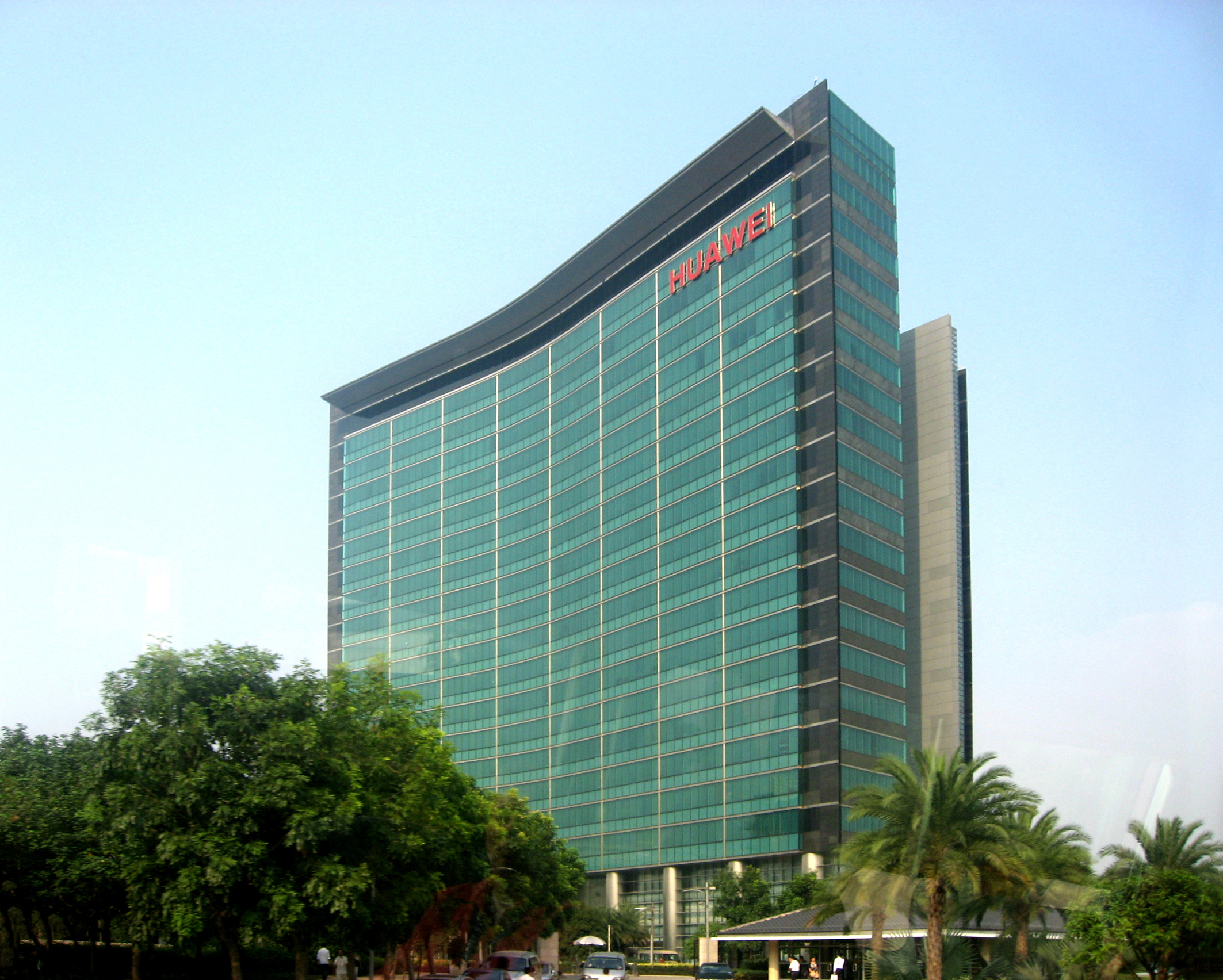
ファーウェイ深圳本社

2005年10月、李洪元は巨化グループ（Juhua Group）を辞任し、ファーウェイの杭州分社に入社。 李洪元はファーウェイを離れる以前、同社のソーラーインバータ課で働いていた。2016年11月に、李は上司にその課における詐欺を報告。2017年、李洪元は任正非に会い、仕事の要求をしたかったが、任は彼に他のリーダーに会えと頼んだだけ。  同年に、ファーウェイの人事部は彼との労働契約を更新しないことを決定し、李洪元はその決定を受け入れた。 2018年1月31日、李洪元とファーウエイのネットワークパワー製品ライン人事管理の係員の何氏と会談し、双方協議した後、補償の「N + 1」の代わりに、「2N」補償及び分離契約に署名した。 2018年3月8日、李洪元は華為の深圳本社に行き、労働契約の終了に対する補償の受領を確認。労働契約の終了に対する「2N」と「N + 1」の補償の差は合計304,742.98元であり、これは彼の部門の秘書である周が彼の個人口座を通じて送金。 一部の元同僚の解雇補償は個人口座を通じて送金されたため、李洪元はファーウェイの人事部に問題を報告したが、個人口座振替については認識してなく、税務当局に苦情を申し立てた後税務当局はファーウェイに税金を支払うよう通知。 2018年11月7日に、李洪元は裁判所に訴訟を起こし、コンセンサスを通じて支払われるべき年末のボーナスを要求、ファーウェイは評価結果が悪いためだと主張 。

### 拘禁、逮捕
2018年12月16日、深圳警察は李洪源に強制召喚状を送り、職業疑惑の理由で彼を自宅から連れ去った。公安局に到着した後、事件は営業秘密の漏洩に変更されて数日の勾留の後、事件は検察庁に移送。 2019年1月22日には、深圳龍崗区人民検察は、李元を逮捕することにした。中国の「刑事訴訟法」第91条によると、この時検察院の審査期限はすでに切れた。
4月16日、検察官は李洪元に逮捕の理由は恐喝疑惑と語った。 4月17日、李は弁護士と会談。妻は、華為を強要していないことを証明するために、何氏との会話の録音を検察局に提出。    4月19日、証拠不十分のため、検察は刑事訴訟法第175条に従って追加調査のために案件を公安機関に戻し、5月17日、公安は追加調査のために案件を再提出。 19日、検察は追加調査のために公安機関に事件を返還; 7月12日、公安は再審査のために事件を再提出 ; 8月13日、刑事訴訟法175条に従って龍崗区検察官調査期間を延長することが決定。2019年8月23日、龍崗区検察局は最終的に「不明確な犯罪事実と不十分な証拠」 を理由に彼を起訴しないことを決定し、李洪元を釈放した。釈放当日まで李は251日間勾留されたのだ 。

### 反響拡大
勾留中、彼の祖父は亡くなった 。 2019年11月25日、深圳の龍崗区の人民検察の『刑事補償決定書』によると、彼は、個人の自由の損害に対する79,300.94元と精神的損害の27,755元を含む107,055.94元の国家補償を申請した。 龍崗区の人民検察官は名誉回復のために元雇用主であるファーウェイと父親の雇用主である巨華グループにも文書を送った  。2019年11月28日、李洪元はWeChatを通じて多くのファーウエイ従業員に「刑事補償決定」の内容を共有して、同日インターネットに公開し、世間の注目を集めた。  だが、ファーウエイを批判するいくつかの投稿が削除された。 2019年12月2日、李洪元は、 Jiemian News 、 Pengpai News、 新京報などのメディアからのインタビューを受け、話題を呼ぶのは彼の本意ではなく、最大の要求はファーウエイの謝罪だと述べた  。その後、界面ニュースのインタビュー記事は削除された。

12月2日、 Tencent Newsの「最前線」コラムでは、ファーウエイがこれについて社内で話し合い、会社の法務がすでにこの問題に関与していたことを明らかにした。  その後、ファーウエイは次のように回答。 
| 「 | 会社は、法律違反の疑いがある場合、事実に基づいて司法当局に報告する権利と義務を有しています。ファーウェイは、公安当局、検察庁、裁判所などの司法当局の決定を尊重しています。李洪元氏は、自分の権利と利益が損なわれたと考えるなら、ファーウェイを訴えるなど、法的手段を用いて自分の権利と利益を守ることができるようサポートされている。これは、すべての人が法の前に平等であるという法治国家の精神も反映しています。 | 」 |

12月2日、 南方都市報は、深圳市公安局の経済犯罪調査局が公安部門は案件を調査していると述べた。
同日、ネットワーク上で「李洪元が書いた「任正非への公開状」」が拡散して、李洪元の弁護士が公開状は本物ではないと表明し、李洪元もこの文は捏造だと語った。この事件について多くのメディアが報道した後で状況は「暴走」になってしまったと考えている 。 その後、李は深圳を出ていったん故郷に戻る 。

12月2日にファーウエイの返答を見た後、李洪元は記者に語った。 
| 「 | 皆さんとりあえず（これを）見てください。（どういう判断を下すかは）全国の人民に任せます。 | 」 |

12月4日、「 経済観察 」の記者がファーウェイを訴えるかどうか電話で尋ねたとき、李洪元はファーウェイに対する感情があり、広範な影響を及ぼすため訴えたくないと言った。一方、彼の主張はファーウエイ社の任正非社長と交渉すること、ファーウエイ社が中国の将来の希望であると考えている 。
12月9日、「環球時報」編集者胡錫進（ヒュー・キジン）のマイクロブログは、問題は会社の内部管理の不備を公開しているとコメント。  一方、胡錫進はまた、「李容疑者が告訴された場合、法廷で苦情を受け入れ、法廷で判決を下す」というファーウェイの声明を分析し、ファーウェイは次の3つの考慮事項を持っていると考えており、李元を取り巻くすべての状況が見える法的手続きについて会社は、唯一の正義のために尊重介入する余裕はなく、胡錫進はまた、この声明はファーウェイの法務部と関連する経営陣との間で慎重に議論した結果であると分析。ファーウェイの従業員とスーパーバイザーの規模は100,000人を超え、内部管理も外部広報も「標準化」を求め、特別な待遇や心のこもったプライバシーが採用されるべきとし、将来の連鎖反応モデルとなることも心配され 一般的な原則に対応しない場合、より多くの紛争に陥る可能性がある 翌日CCTVのホスト徐卓陽は胡錫進にWeiboに投稿、道徳的良心の記事を書き称賛に値した。

## 同様のケース
Caixin.comによると、2018年12月の李洪元の逮捕の月に、李洪元と曾夢に加えて、少なくとも3人の元ファーウェイ従業員または現在働いていた従業員が、ファーウェイとの労働争議で深圳警察に連れ去られ営業秘密などに違反している疑いがある中で、1人の従業員が有罪を認め、1人は2019年12月まで拘留され、1人は1か月後に釈放。  
「フィナンシャル・タイムズ」は、労働者の権利弁護士であるパン・ユエが、ファーウェイの強さにより、司法当局とファーウェイのような大企業に関する政府との法的紛争が通常の企業よりも重要であり、深圳警察が年に10回拘束していると述べた何人かの人々がHuaweiと争っていた。「南方都市報」はコメンテーターの記事は、公安機関場合は起訴華為技術を追求するかどうかが偽でないことを、国家当局の代表者、「企業や個人のために強要」されて信頼性が損なわれる。

## コメント
1. ↑  「N+1」と「2N」は、中華人民共和国労働契約法の規定による勤続年数（N）に算定される離職手当。
「N+1」：一般的な場合、金額＝（勤続年数＋１）×月給。
「2N」：不当解雇の場合、金額＝２×勤続年数×月給。
2. ↑  中国語の原文です：公司有权利也有义务，并基于事实对于涉嫌违法的行为向司法机关举报。华为尊重司法机关，包括公安、检察院和法院的决定。如果李洪元认为他的权益受到了损害，支持他运用法律武器维护自己的权益，包括起诉华为。这也体现了法律面前人人平等的法治精神。
3. ↑  中国語の原文です：大家看看先，我听全国人民的。

## 参照元
1. ↑  张英英; 张靖超 (2019年12月2日). “回溯华为前员工“251”事件：或涉及多位光伏逆变器业务负责人” (中国語). 中国经营网.  オリジナルの2019年12月3日時点におけるアーカイブ。
2. ↑  “華為與李洪元事件：中國「離職冤獄251天」的賠償風波” (中国語). 聯合新聞網. (2019年12月4日).  オリジナルの2019年12月5日時点におけるアーカイブ。
3. 1 2  “李洪元：我的诉求只有见任正非能解决 别人都没用”. 经济观察网 (2019年12月4日). 2019年12月5日時点のオリジナルよりアーカイブ。2019年12月4日閲覧。
4. ↑  “华为前员工回应超标索赔质疑：30万加上N+1正好是2N”. 新浪科技 (2019年12月2日). 2019年12月3日時点のオリジナルよりアーカイブ。2019年12月3日閲覧。
5. 1 2 3  陆柯言 (2019年12月2日). “对话华为被拘251天前员工：并非主动曝光，希望和华为沟通” (中国語). 界面新闻. 2019年12月2日時点のオリジナルよりアーカイブ。2019年12月2日閲覧。
6. 1 2  全国人民代表大会 (2018). 中华人民共和国刑事诉讼法. 北京: 中华人民共和国司法部
7. ↑  深圳市龙岗区人民检察院 (2019年8月22日). “不起诉决定书（李某某敲诈勒索案）”.   最高人民检察院12309中国检察网. 2019年12月2日時点のオリジナルよりアーカイブ。2019年12月2日閲覧。
8. 1 2  新京报 记者 李桂 编辑 滑璇 (2019年12月2日). “华为前员工被羁押251天，案件两次退侦、罪名两次变更”. 新京报网“沸点”栏目.  オリジナルの2019年12月4日時点におけるアーカイブ。
9. ↑  喩琰，郑朕 (2019年12月2日). “离职补偿变敲诈勒索遭错抓的华为前员工：希望华为向自己道歉”. 澎湃新闻. 2019年12月3日時点のオリジナルよりアーカイブ。2019年12月2日閲覧。
10. ↑  “因离职补偿被起诉敲诈勒索 华为员工被拘8个月”. 新浪科技 (2019年12月1日). 2019年12月3日時点のオリジナルよりアーカイブ。2019年12月1日閲覧。
11. ↑  “华为国际风波未平 国内人设几乎崩塌”. BBC (2019年12月5日). 2019年12月5日時点のオリジナルよりアーカイブ。2019年12月5日閲覧。
12. ↑  袁莉 (2019年12月5日). “华为是如何在中国失去民心的？” (中国語). 纽约时报中文网. 2019年12月7日閲覧。
13. ↑  腾讯新闻《一线》 (2019年12月2日). “华为内部人士：正开会讨论李洪元事件，法务已在处理” (中国語). 界面新闻. 2019年12月4日時点のオリジナルよりアーカイブ。2019年12月2日閲覧。
14. ↑  王晶 (2019年12月2日). “华为回应“前员工被拘留251天”：若李洪元认为权益受损，支持他用法律武器”. 每日经济新闻 (每日经济新闻社).  オリジナルの2019年12月2日時点におけるアーカイブ。 {{cite news}}: |archiveurl=の値が不正です。 (説明)⚠
15. ↑  喩琰 (2019年12月3日). “华为前员工李洪元：网传公开信非出自本人，事情“有些失控””. 澎湃新闻. 2019年12月3日時点のオリジナルよりアーカイブ。2019年12月3日閲覧。
16. “独家 离职员工李洪元回应华为声明：“大家看看先，我听全国人民的””. 第一财经.   第一财经. 2019年12月6日閲覧。
17. “独家 离职员工李洪元回应华为声明：“大家看看先，我听全国人民的””. 第一财经.   第一财经. 2019年12月6日閲覧。
18. ↑  “华为前员工李洪元：不起诉 只想告诉任总 华为内部说假话风气很重”. 经济观察网.   经济观察报. 2019年12月6日閲覧。
19. ↑  胡锡进 (2019年12月2日). “华为员工因离职补偿被拘251天 胡锡进:管理存缺陷”. 网易财经. 2019年12月4日時点のオリジナルよりアーカイブ。2019年12月2日閲覧。
20. ↑  胡锡进 (2019年12月3日). “如何看华为“欢迎起诉我”的回应？”.   风闻社区. 2019年12月4日時点のオリジナルよりアーカイブ。2019年12月4日閲覧。
21. ↑  徐卓阳 (2019年12月2日). “徐卓阳的微博”.   新浪微博. 2019年12月3日時点のオリジナルよりアーカイブ。2019年12月3日閲覧。
22. ↑  叶展旗 (2019年12月4日). “李洪元非个案 同期另有数名华为前员工被捕”. 財新网.  オリジナルの2019年12月4日時点におけるアーカイブ。 2019年12月4日閲覧。
23. ↑  “华为因“251事件”受到国内舆论批评”. FT中文网 (2019年12月6日). 2019年12月6日時点のオリジナルよりアーカイブ。2019年12月6日閲覧。
24. ↑  “华为“251事件”：应调查是否存在报假案、作伪证和诬告陷害”.   南方都市报 (2019年12月2日). 2019年12月6日時点のオリジナルよりアーカイブ。2019年12月6日閲覧。